# Dypsis serpentina
Dypsis serpentina é uma espécie de angiospermas da família Arecaceae.
Apenas pode ser encontrada no Madagáscar.